# Беднарка
Беднарка (пол. Bednarka (dopływ Łososiny)) — гірський потік в Польщі, у Лімановському повіті Малопольського воєводства. Права притока Лососіни, (басейн Балтійського моря).

## Опис
Довжина потоку 5,22 км, площа басейну водозбору 9,52  км², падіння потоку 160  м, похил потоку 30,66 м/км, найкоротша відстань між витоком і гирлом — 3,88  км, коефіцієнт звивистості потоку — 1,35 . Формується безіменними потоками. Потік тече в Бескидах Виспови, у долині, що відокремлює хребет Зензув від Костши.

## Розташування
Бере початок на південно-західних схилах хребта Костша (730 м) на висоті 530 м над рівнем моря на північно-східній околиці села Завадки (гміна Тимбарк). Спочатку тече переважно на північний схід через село Рупнюв, далі повертає на південний схід і на висоті 370 м над рівнем моря у селі Пекелко впадає у річку Лососіну, ліву притоку Дунайця.

## Цікаві факти
- Потік перетинають туристичні шляхи, яки на мапі туристичній значаться кольором: зеленим (Костша (730 м) — Дудувка — Зензув (693 м)); синім (Пасербечка (764 м) — Тумбарк).[1]